# Летизи, Лионель
Лионе́ль Летизи́ (фр. Lionel Letizi; род. 28 мая 1973, Ницца) — французский футбольный вратарь. Провёл 4 игры за сборную Франции. Сын Алена Летизи, защищавшего в своё время ворота «Канна».

## Клубная карьера
Лионель начинал свою карьеру в «Ницце», с которой в 1994 году одержал победу во втором французском дивизионе. В 1996 году он продолжил карьеру в «Меце», с которым становился вторым в чемпионате 1997/98 и кубке лиги 1998/99. Поиграть же в Лиге чемпионов ему удалось лишь после перехода в «Пари Сен-Жермен», в составе которого он регулярно выходил в основе до прихода в команду перед сезоном 2006/07 Микаеля Ландро. Не дожидаясь старта нового чемпионата, 16 июня 2006 года Летизи с истекавшим контрактом свободно перешёл в шотландский «Рейнджерс».
С самого старта чемпионата Летизи занял место в воротах, но после четвёртого тура получил травму, отнявшую у него 2 месяца на лечение. В октябре он провёл ещё 4 матча, но не смог составить достойной конкуренции своему сопернику за место в воротах Аллану Макгрегору. 4 января 2007 года пригласивший Летизи главный тренер команды Поль Ле Гуэн был отставлен, что заставило вратаря задуматься о будущем. 30 января Лионель вернулся в свою родную «Ниццу», где первые два сезона был дублёром Уго Льориса. После ухода Льориса в лионский «Олимпик», Летизи временно стал игроком стартового состава, пока в основе команды не закрепился колумбиец Давид Оспина. После сезона 2010/11 завершил карьеру игрока.

## Карьера в сборной
В 1996 году стал бронзовым призёром чемпионата Европы среди молодёжи до 21 года в составе молодёжной сборной Франции, что позволило ему и команде отправиться на Олимпийские игры 1996 года. Летизи отыграл на олимпийском турнире все 4 игры своей сборной, которая уступила в четвертьфинале Португалии.
За главную сборную страны Летизи с 1997 по 2001 годы провёл 4 матча, в каждом из которых пропустил по одному голу от сборных ЮАР, России, Камеруна и Испании.

## Статистика

### Матчи Летизи за сборную Франции
| Матчи Летизи за сборную Франции | Матчи Летизи за сборную Франции | Матчи Летизи за сборную Франции | Матчи Летизи за сборную Франции | Матчи Летизи за сборную Франции | Матчи Летизи за сборную Франции |
| ------------------------------- | ------------------------------- | ------------------------------- | ------------------------------- | ------------------------------- | ------------------------------- |
| №                               | Дата                            | Соперник                        | Счёт                            | Пропущено голов                 | Соревнование                    |
| 1                               | 11 октября 1997                 | ЮАР                             | 2:1                             | 1                               | Товарищеский матч               |
| 2                               | 25 марта 1998                   | Россия                          | 0:1                             | 1                               | Товарищеский матч               |
| 3                               | 4 октября 2000                  | Камерун                         | 1:1                             | 1                               | Товарищеский матч               |
| 4                               | 28 марта 2001                   | Испания                         | 1:2                             | 2                               | Товарищеский матч               |

Итого: 4 матча / пропущено 5 голов; 1 победа, 1 ничья, 2 поражения.

## Достижения

### Командные
Ницца:
- Победитель Дивизиона 2: 1993/94

Мец:
- Серебряный призёр чемпионата Франции: 1997/98
- Финалист Кубка французской лиги: 1998/99

Пари Сен-Жермен:
- Серебряный призёр чемпионата Франции: 2003/04
- Обладатель Кубка Франции: 2003/04, 2005/06
- Финалист Кубка Франции: 2002/03

Как игрока национальных сборных Франции:
- Участник летних Олимпийских игр 1996
- Бронзовый призёр чемпионата Европы среди молодёжи: 1996